# BOK Tower
Der BOK Tower, vorher One Williams Center, ist ein Wolkenkratzer in Downtown Tulsa, Oklahoma. Mit 203 Meter (667 ft) und 52 Stockwerken war es lange Zeit das höchste Gebäude in Oklahoma und den Mittelstaaten der USA, den „Plains States“: Oklahoma, Kansas, Nebraska, North Dakota und South Dakota und einigen umliegenden Staaten, bis es von dem 259 Meter hohen Devon Energy Tower in Oklahoma City im Jahre 2011 übertroffen wurde. Nach dem Bau im Jahre 1975 wurde es ein Jahr später fertiggestellt. Geplant wurde es vom japanischen Architekten Minoru Yamasaki & Associates, der auch für den Rainier Tower in Seattle, Seattle und das World Trade Center in New York City verantwortlich war. Dabei weist es architektonisch und konstruktionstechnisch viele Gemeinsamkeiten mit den Zwillingstürmen auf, wie es für den Internationalen Stil und Yamasaki üblich ist. Die Lobby besitzt Marmorwände und Wandbehänge, ähnlich wie im World Trade Center. Außerdem weist die Fassade der Lobby Bögen aus Sandstein auf, ähnlich den Bögen am Fuß und am Dach des World Trade Center. Die Gemeinsamkeiten gehen dabei auf die Entstehungsgeschichte des BOK Towers zurück. Der BOK Tower wurde ursprünglich als Hauptsitz des Williams Companies errichtet. Das Design wurde vom damaligen CEO des Unternehmens, John Williams, beeinflusst, welcher beeindruckt von den Zwillingstürmen in New York war. Seinen ersten Plänen zufolge sollte anstelle eines eigenständigen Gebäudes ein Komplex aus vier Gebäuden, die ein kleinerer Nachbau der Türme in New York sein sollten. Die Pläne wurden jedoch vor dem Baubeginn geändert, da bauliche Umstände (kleine Grundrisse und der benötigte Platz für die Aufzüge) den Komplex zunehmend hätten unwirtschaftlich werden lassen. Die Pläne wurden daraufhin abgeändert, es sollte ein Turm entstehen mit einem Viertel des Grundfläche der Zwillingstürme, jedoch doppelt so hoch wie die Gebäude des ursprünglich geplanten Komplexes.
Der Bau lief ähnlich wie der des WTCs ab. Seit August 2006 werden 16 Mio. US$ in die Renovierung und Ausbesserungen aufgebracht. Dabei wird ein Großteil der finanziellen Mittel in die Erneuerungen der Bausubstanzen und von Fußgängerbrücken sowie der Fenster investiert. 10 Mio. US$ werden zudem für die Wiederinstandsetzung des Gebäudes nach einer Flut benötigt. Hauptmieter sind die Williams Companies und die BOK Financial Corporation. Seit der Fertigstellung des gut 50 Meter höheren Devon Energy Towers in Oklahoma City Mitte 2012 ist es das zweithöchste Gebäude in Oklahoma.